# حصار ريازان
كانت ريازان أول مدينة روسية حاصرها غزاة المغول تحت حكم باتو خان.
في خريف عام 1237 غزا الحشد المغولي بقيادة باتو خان إمارة روس في ريازان. طلب أمير ريازان يوري إيغوريفيتش [الإنجليزية] المساعدة من يوري فسيفولودوفيتش أمير فلاديمير لكنه لم يتلق أي مساعدة.
هزم المغول طليعة جيش ريازان عند نهر فورونيج [الإنجليزية] (في معركة تسمى معركة نهر فورونيج [الإنجليزية])، وفي 16 ديسمبر 1237 حاصروا عاصمة الإمارة (يُعرف هذا الموقع اليوم باسم ريازان القديمة ويقع على بعد حوالي 50 كم من مدينة ريازان الحديثة). صد سكان البلدة الهجمات المغولية الأولى ثم استخدم المغول المرجام لتدمير تحصينات المدينة. في 21 ديسمبر اقتحمت قوات باتو خان أسوار المدينة ونهبتها وقُتل الأمير يوري وزوجته وأعدم جميع سكان المدينة تقريبًا وأحرقت المدينة تمامًا، بينما نجى أسقف المدينة لأنه هرب في نفس اللحظة التي دخلت فيها قوات المغول إلى المدينة.